# Río Calvar
El río Calvar es un corto río de la provincia de La Coruña, Galicia, España. Es un afluente del río Allones por la izquierda.

## Curso
Nace en el municipio de Coristanco, de la unión de los arroyos de A Bordeseca y A Uceira y recibe aguas del río Vao, el cual nace a unos doscientos metros de su desembocadura, por la derecha; y de los ríos Grelo y Rodís por la izquierda.
Pasa por las parroquias de Agolada, Castro, Valenza, San Xusto y Cereo, ayuntamiento de Coristanco.